# Мизгіна Валентина Василівна
Валентина Василівна Мизгіна́ (нар. 21 березня 1948, Саки) — український мистецтвознавець, музейна діячка; член Харківської організації Спілки радянських художників України з 1984 року, почесний член Спілки фотохудожників України з 1998 року та Харківського міського клубу колекціонерів.

## Біографія
Народилася 21 березня 1948 року в місті Саках. Упродовж 1967—1974 років навчалась на факультеті теорії та історії мистецтва в Інституті живопису, скульптури та архітектури імені Іллі Рєпіна Академії мистецтв СРСР у Ленінграді, де її викладачами були зокрема Гліб Савінов, Андрій Пунін, Ігор Бартенєв, Анна Чубова.
З 1970 року працювала у Харківському художньому музеї науковим співробітником, з 1976 року — завідувачем відділу, з 1989 року — виконуючою обов'язки директора, з 1990 року його директором. Одночасно упродовж 1993—1996 років була членом Національної комісії з питань повернення в Україну культурних цінностей при Кабінеті міністрів України; у 2009—2012 роках — віце-президентом Українського комітету Міжнародної ради музеїв.
Живе у Харкові, в будику на вулиці Петра Болбочана, № 50, квартира № 39.

## Діяльність
Авторка публікацій, теле- та радіопередач, присвячених проблемам розвитку музейної справи, реституції, творчості майстрів живопису, графіки, декоративно-ужиткового мистецтва XVIII-ХХ століть. Уклала альбоми, каталоги:
- «Мойсей Фрадкін» (1981);
- «Будянський фаянс: 110 років» (1997);
- «Наталя Вергун» (1998);
- «Борис Пянида» (2000);
- «Народний художник України Леонід Братченко» (2003);
- «Мистецька скарбниця Харкова» (2004);
- «Харківський художній музей» (2005);
- «Українська муза зарубіжжя» (2007);
- «Шагал и другие» (2007);
- «Я поведу тебя в музей» (2008);
- «Талантлив был необычайно» (2011).

Авторка статей:
- «Художники театру» (Київ, 1984);
- «Скарбгиця Слобожанщини» (Київ, 2000)[5];
- до енциклопедії «Мицтецтво України» (том 1, Київ, 1995): «Будянський фаянсовий завод», «Вакула Раїса Савівна»[2];
- до Енциклопедії сучасної України: «Будянський фаянс», «Вакула Раїса Савівна», «Галич Юрій Ілліч», «Зубар Михайло Іванович», «Жижемський Володимир Михайлович», «Келлерт Петро Едгардович», «Кломбицька Галина Іванівна», «Коган Феня Самійлівна», «Кокель Олексій Опанасович», «Корольков Борис Панкратович», «Корольков В'ячеслав Борисович», «Красовська Тетяна Григорівна», «Лемешко Володимир Петрович», «Литвинов Вадим Олексійович», «Лодяний Микола Олександрович», «Любимов Олександр Михайлович», «Мальцев Петро Миколайович», «Маренков Олексій Васильович», «Мартинець Олександр Васильович», «Мартинець Тетяна Олександрівна», «Мельгунова Ірина Михайлівна», «Мінюра Євдоким Петрович», «Моргулян Євгенія Вікторівна», «Моргунова Олена Ігорівна», «Ніколаєв Микола Борисович»[6];

Організувала виставки українського мистецтва у Познані у 1987 році, Цинциннаті у 1991 році, Гельсінкі, Вільнюсі у 1998 році.
Очолювала і була співавторкою експозиційних та видавничих проєктів, зокрема:
у Харкові
- «Мистецька скарбниця Харкова» (2004);
- «Харківський художній музей. 200 років колекції» (2005);
- «Мистецтво Західної Європи та Сходу XV–ХХ століть із зібрання Харківського художнього музею» (2009);
- «Художник Евдоким Игнатьевич Волошинов» (2013);

у Києві
- «Харківська пейзажна школа» (2009);
- «Українська доля Дикого Поля» (2013);
- «Творці українського пейзажу» (2015).

## Відзнаки
- Творча премія Харківської міської ради (1996)[3];
- Творча премія Харківської обласної державної адміністрації імені Олександра Мосельського (2000)[3];
- Заслужений працівник культури України з 2000 року;
- Почесна відзнака Міністерства культури України «За багаторічну плідну працю в галузі культури» (2003)[3];
- Стипендія Харківської обласної державної адміністрації в галузі культури і мистецтва імені Гната Хоткевича (2004)[3];
- Почесна відзнака Харківської обласної ради «Слобожанська слава» (2006)[3];
- Орден княгині Ольги ІІІ ступеня (12 травня 2009)[7].